# Rendszám alapú korlátozás

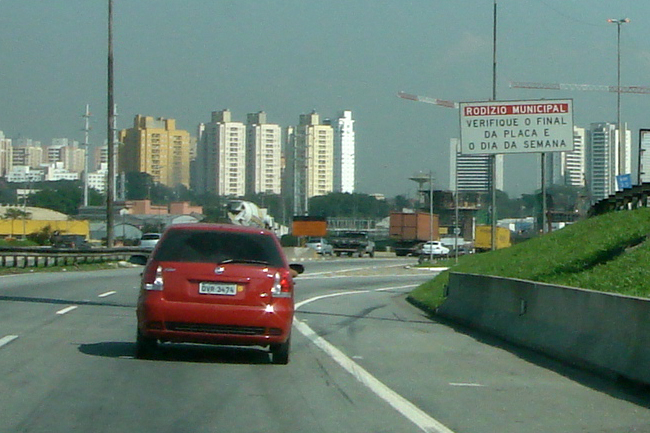
Korlátozásra figyelmeztető közlekedési tábla São Pauloban

A rendszám alapú korlátozás egy olyan forgalomkorlátozási koncepció, amelynek alapja a gépkocsik használanak korlátozása a hét bizonyos napjain, a forgalmi rendszám utolsó számjegye alapján. A cél a forgalmi torlódások és a környezetszennyezés visszaszorítása azáltal, hogy a csúcsidőszakokban csökkentik az utakon közlekedő járművek számát.
Például a hét egy adott napján a meghatározott számmal végződő rendszámmal rendelkező járművek számára tilos lehet bizonyos területeken vagy bizonyos órákban közlekedni. A konkrét szabályok és a hét azon napjai, amikor a korlátozás életben van, városonként eltérőek lehetnek, és idővel változhatnak.

## São Pauloban
São Paulo a világ legnagyobb metropolisza, ahol állandó rendszám alapú korlátozás (rodízio veicular) van érvényben. A rendszert először 1995-ben, önkéntes alapon, kísérleti jelleggel vezették be, majd 1997 júniusában a forgalmi torlódások enyhítése érdekében állandóvá tették. A korlátozás személygépkocsikra és haszongépjárművekre vonatkozik, és a rendszámtábla utolsó számjegye alapján történik hétfőtől péntekig minden nap reggel 7 és 10 óra között, valamint délután 5 és este 8 óra között.
| Nap                | hétfő  | kedd   | szerda | csütörtök | péntek | szombat | vasárnap |
| Tiltott számjegyek | 1 és 2 | 3 és 4 | 5 és 6 | 7 és 8    | 9 és 0 | –       | –        |

A korlátozás nem érvényes a tömegközlekedési járművekre, bevetési járművekre (pl. mentő, tűzoltó), romlandó élelmiszereket szállító járművekre, fogyatékkal élők által használt, megfelelően nyilvántartásba vett járművekre, és más közcélú járművekre. 2015-től az elektromos autók is mentesültek a rodízio alól.

## Más országokban
A rendszám alapú korlátozást más országok egyes városaiban is alkalmazzák állandó jelleggel (pl. Athén, Manila, Mexikóváros, Santiago, Bogotá, La Paz, Quito) vagy pedig időszakosan, szmogriadók esetén (pl. Brüsszel, Madrid, Párizs, Szarajevó).